# Спинозо
Спинозо (итал. Spinoso) — коммуна в Италии, расположена в регионе Базиликата, подчиняется административному центру Потенца.
Население составляет 1778 человек, плотность населения составляет 48 чел./км². Занимает площадь 37 км². Почтовый индекс — 85039. Телефонный код — 0971.
Покровительницей коммуны почитается святая Мария Магдалена, празднование 22 июля.